# Водораздельный (Карачаево-Черкесия)
Водоразде́льный — посёлок в Прикубанском районе Карачаево-Черкесской республики. Входит в состав Мичуринского сельского поселения.

## История
В 1964 году указом Президиума Верховного Совета РСФСР посёлок Третья ферма совхоза «Кавказский» переименован в Водораздельный.

## Население
| 2002 | 2010 | 2021 |
| ---- | ---- | ---- |
| 492  | ↗571 | ↗610 |

## Улицы
| - ул. Водонасосная, - ул. Подгорная, | - ул. Садовая, - ул. Советская. |